# Marco Mathis
Marco Mathis (Tettnang, 7 april 1994) is een Duits baan- en wegwielrenner.

## Carrière
Eind juli 2016 werd Mathis, mede door een vijfde plaats in de proloog, derde in het eindklassment van de Ronde van Mazovië. Enkel Matti Manninen en Adrian Banaszek eindigden voor hem. Wel won hij het jongerenklassement met een voorsprong van drie seconden op Alan Banaszek. In oktober werd hij wereldkampioen tijdrijden bij de beloften. In deze wedstrijd ging hij als tweede van start, werd onderweg gehinderd door een ambulance en leek later profijt te hebben van de slipstream van een auto. Zijn landgenoot Maximilian Schachmann strandde op achttien seconden op de tweede plaats.
In 2017 werd Mathis prof bij Team Katjoesja Alpecin. Zijn debuut maakte hij in de Ronde van Valencia, waar hij met zijn ploeggenoten achtste werd in de openingsploegentijdrit. In juni van dat jaar werd hij veertiende in Rund um Köln. Op het nationale kampioenschap tijdrijden zette hij de zesde tijd neer. Op het Europese kampioenschap werd hij achtste.

## Baanwielrennen

### Palmares
| Jaar     | DK                                               | EK                   | WK       | Overig   |
| Beloften | Beloften                                         | Beloften             | Beloften | Beloften |
| -------- | ------------------------------------------------ | -------------------- | -------- | -------- |
| 2014     |                                                  | Ploegenachtervolging |          |          |
| Elite    |                                                  |                      |          |          |
| 2013     | Ploegkoers                                       |                      |          |          |
| 2014     | Ploegkoers                                       |                      |          |          |
| 2015     | Ploegenachtervolging                             |                      |          |          |
| 2016     | Achtervolging, Ploegenachtervolging, Puntenkoers |                      |          |          |

## Wegwielrennen

### Overwinningen
2012
1e etappe Ronde van de regio Łódź
2015
 Duits kampioen ploegentijdrijden, Elite
2016
 Duits kampioen ploegentijdrijden, Elite
Jongerenklassement Ronde van Mazovië
 Wereldkampioen tijdrijden, Beloften

## Resultaten in voornaamste wedstrijden
| Jaar | Ronde van Italië | Ronde van Frankrijk | Ronde van Spanje |
| ---- | ---------------- | ------------------- | ---------------- |
| 2017 |                  |                     |                  |
| 2018 |                  |                     |                  |
| 2019 |                  |                     |                  |
| 2020 | 130e             |                     |                  |

| Jaar | Amstel Gold Race | Luik-Bast.‑Luik | Waalse Pijl | Parijs-Tours |
| ---- | ---------------- | --------------- | ----------- | ------------ |
| 2017 | opgave           |                 | opgave      | 124e         |
| 2018 |                  |                 |             |              |
| 2019 |                  | opgave          |             |              |
| 2020 |                  |                 |             |              |

## Ploegen
- 2013 –  Rad-net Rose Team
- 2014 –  Rad-net Rose Team
- 2015 –  Rad-net Rose Team
- 2016 –  Rad-net Rose Team
- 2017 –  Team Katjoesja Alpecin
- 2018 –  Team Katjoesja Alpecin
- 2019 –  Cofidis, Solutions Crédits
- 2020 -  Cofidis

Belkov · Biermans · Bystrøm · Gonçalves · Haller · Hollenstein · Kišerlovski · Koeznetsov · Kotsjetkov · Kristoff  · Lammertink · Losada · Machado · Mamykin · Martin   · Mathis · Mørkøv · Planckaert · Politt · Restrepo · Špilak · Taaramäe · Vicioso · Würtz Schmidt · Zabel · Zakarin · Havik (stagiair)
Belkov · Biermans · Boswell · Cras · Dowsett · Fabbro · Gonçalves · Haas · Haller · Hollenstein · Kittel · Kišerlovski · Koeznetsov · Kotsjetkov · Lammertink · Machado · Martin · Mathis · Planckaert · Politt · Restrepo · Smit · Špilak · Würtz Schmidt · Zabel · Zakarin
Atapuma · Berhane · N. Bouhanni · R. Bouhanni · Chetout · Claeys · Edet · Fortin · Hansen · Jesús Herrada · José Herrada · Hofstetter · Lafay · Laporte · Le Turnier · Lemoine · Maté · Mathis · Morin · Perez · Périchon · Rossetto · Simon · Soupe · Touzé · Van Lerberghe · Vanbilsen · Waeytens · Finé (stagiair) · Leyder (stagiair) · Viviani (stagiair)
Allegaert · Barceló · Berhane · Claeys · Consonni · Edet · Finé · Haas · Hansen · Jesús Herrada · José Herrada · Lafay · Laporte · Le Turnier · Lemoine · Martin · Maté · Mathis · Morin · Perez · Périchon · Rossetto · Sabatini · Touzé · Vanbilsen · Vermote · A. Viviani · E. Viviani  · Prodhomme (stagiair) · Zanoncello (stagiair)